# Teatro en Perú

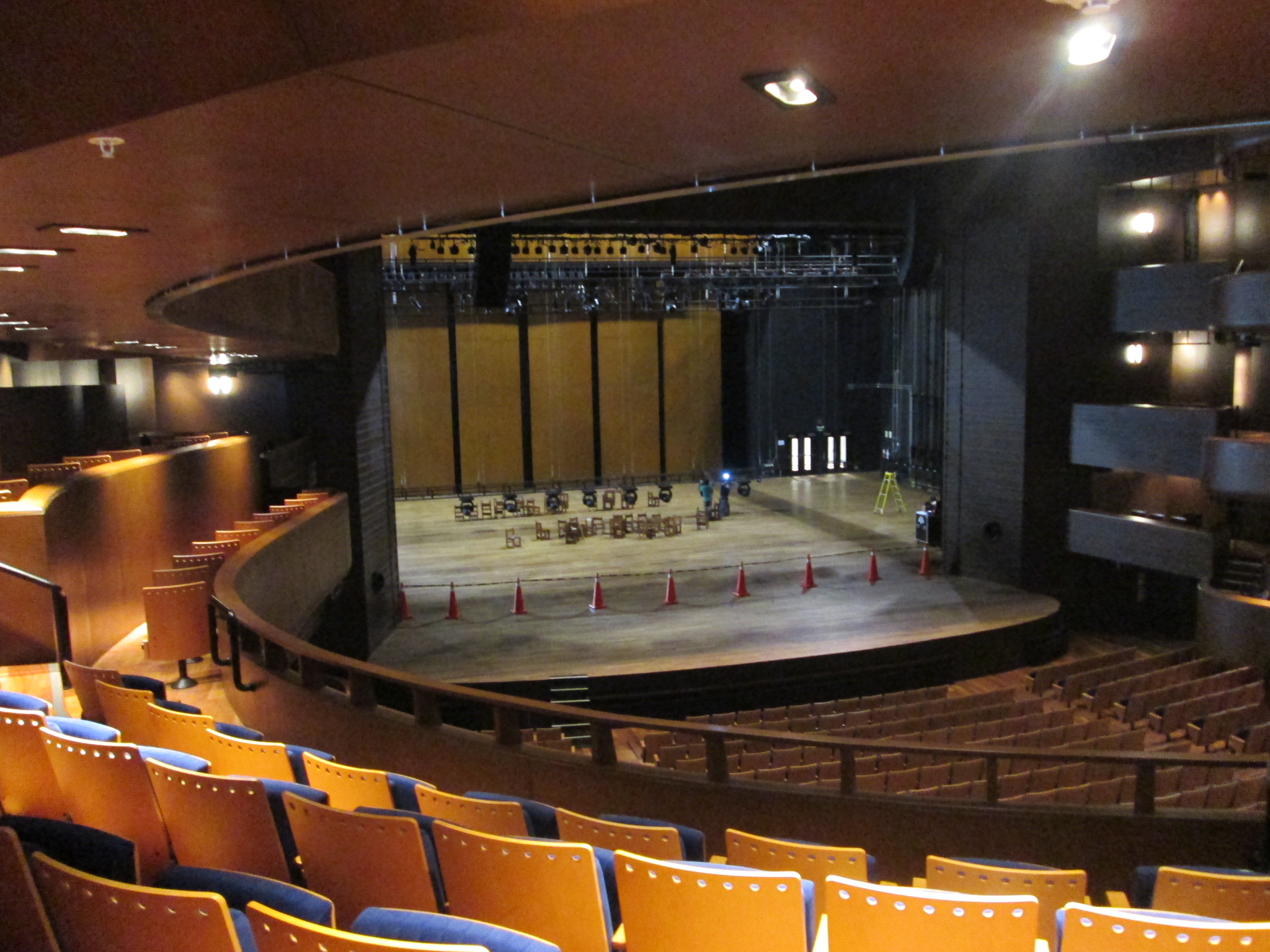
Interior del Gran Teatro Nacional (GTN).

El teatro en Perú se desarrolla desde del siglo XVIII d. C. En ese entonces surgieron los teatros más representativos de su capital Lima: el Principal (hoy Segura), el Olímpico y Politeama (desaparecidos), que fueron medios populares de espectáculos en comparación a la corrida de toros. En 2019, el más consumido es en Lima, con 965 mil personas que recurrieron a este tipo de esparcimiento, mientras que Tacna es donde un mayor porcentaje (23.2 %) de sus habitantes asisten a eventos. En 2022, las artes escénicas involucraron a 250 mil personas.
Existen una serie de obras que se publicaron localmente, el primer estilo conocido es la «comedia harmónica», a pedido de los virreyes de la época. Fue altamente popular en la época colonial.
Años después destacaron otras creaciones centradas en la vida dramática. Destacan los escritores pioneros Felipe Pardo y Aliaga y Manuel Ascencio Segura, quienes marcaron la identidad nacional entre los años 1820 y 1850. Así mismo existieron producciones creadas en quechua, que destaca a Ollantay como una de las primeras.

## Antecedentes
Aunque las manifestaciones artísticas se basan rituales, danzas y festividades de siglos anteriores, en que investigó el historiador Arturo Jiménez Borja. Durante el imperio incaico, las representaciones se clasifican en los términos quechua wanca (drama) y araguay (comedia), en que se escenificaron en los malki, una zona de bosques artificiales sin otros agregados. Con la llegada de los españoles, la primera representación de tipo religioso dató de 1568.
Las creaciones en territorio peruano se originan en el período virreinal con algunas evidencias de eventos públicos en el siglo XVI d. C. bajo el modelo de corral de comedias, cuyo primer recinto llamado San Bartolomé fue una de las más antiguas de Sudamérica. Se realizó entre uno o dos espectáculos semanales, en la tarde, cuyo local no contó una taquilla para vender boletos. En 1662 se instaló un nuevo lugar, el Coliseo de Comedias, que fue destruida tras el terremoto de 1746. En 1672 se realizaron en horarios nocturnos, en que muchas representaciones hasta 1747 se influenciaron de los montajes escénicos llamativos o, dicho de otro modo, «a la italiana». La primera realizada fue La gloria de la niquea.
Es el siglo XVIII que se decretó una serie de códigos del virrey Manuel de Amat y Junyent para volverse principal forma de entretenimiento, que contó como primeros invitados a la Perricholi. Desde 1774 se contó con un comisario elegido por el Cabildo de Lima, que es el equivalente al inspector de los siglos posteriores. En 1790 Lorenzo Velazco lanzó la primera compañía de teatro en el país con 20 personas en su grupo. En 1786 se establecieron una serie de directrices mucho más severas para limitar la difusión de algunas escenas, motiva entre ellas por la censura política, a cargo del nuevo virrey Teodoro de Croix.
Con la independencia del país, en 1821, las funciones permanecieron en el celo de las autoridades para evitar consecuencias de la población. Uno de los casos que mostró un sentimiento «antiespañol» fue Los patriotas de Lima en la Noche Feliz por Miguel del Carpio en 1821.

## Época republicana

### SigloXIX
Ya en la época republicana y con el término «teatro» en mente, se pone el foco en el discurso político de independencia. José de San Martín, quien fue uno de los declamadores que recurrió la escena teatral para comunicar a la población, promulgó un decreto en que «el arte escénico no irroga infamia al que lo profesa», que fue mostrado en la Gaceta el 2 de enero de 1822. Si bien el teatro de origen español permaneció en la transición al Perú independiente, la primera obra completamente original estrenada fue Frutos de la educación en 1829, de tono cómico elaborada por el pionero de corriente neoclasista y calificado por Ricardo Palma como «una de las glorias de América Latina», Felipe Pardo y Aliaga.
En 1829 se elimina la exclusión de zona de asientos por género, es decir, para varones y mujeres. En 1834, la Beneficencia de Lima, en reemplazo a los hospitales en la administración de propiedades, actualizó la regulación de espectáculos en recintos cerrados con derechos y obligaciones de los implicados. Sin embargo, hubo desinterés en la visita de las actuaciones, volviéndose no rentable, caso que el emprendedor Bernardo Soffia asignó a Manuel Ascencio Segura, para contactar a varios actores de la zona y así promocionar obras de interés; Segura fue uno de los pioneros en la identidad criolla, cuando publicó obras relacionadas al costumbrismo, junto a Pardo y Aliaga, como El sargento Canuto, que recibió acogida del público, y Ña Catita.
En esa etapa surgieron autores como Ricardo Palma, conocido por El santo de Panchita, y Carlos Augusto Salaverry. En 1821 se estrena el Himno Nacional en el Teatro Principal, en género de ópera. Desde entonces su intérprete Rosa Merino tuvo presencia en escenificaciones musicales. A su vez, en 1828 se enumeraron los asientos por primera vez, y en 1835 se eliminó el acceso gratuito para las máximas autoridades en palcos.
En esos años marcaron varios hitos: Después de asentar con la ópera, se consolidó con la primera interpretación original El matrimonio secreto en 1814, en tuvo mayor aceptación en 1840 y mayor recepción con la ópera cómica en los años 1850. Por otro lado, el Marqués de Torre Tagle promulgó la creación del Siete de Septiembre (posteriormente Plazuela del Teatro), un recinto adicional a lado del futuro Teatro Principal, posteriormente promocionado como «teatro más rico del Pacífico» debido al ingreso de celebridades internacionales.
Ante una serie de manifestaciones contra la censura, nació el Examen crítico para señalar los problemas que ofreció la regulación de 1834, cuyas anotaciones fueron en parte corregidas en una actualización de 1849, por parte de la beneficencia con base en la identidad nacional. En mayo de 1863 se publicó en El Peruano una normativa mucho más flexible, fue supervisada por Pedro Diez Canseco. Fuera de Lima, el departamento de Trujillo estableció sus propias normas para instalar su propio teatro, mientras que en 1859 se estrena el Teatro Municipal de Tacna.
Con el impulso económico al traer espectáculos de otros países, en 1856 ingresó la primera compañía de teatro a Lima, dirigida por José Cortez. La función realizada fue El valle de Andora.
En 1850 se inauguró el teatro estable Variedades; en 1878, Politeama; y en 1886, el teatro Olimpo, ambos en Lima y con una capacidad mayor a mil asistentes. En su momento fueron los más antiguos y representativos de Lima, pero sus construcciones fueron precarias. En 1889, con la reubicación de la entonces zona más antigua, se reestructura el teatro con mayor capacidad bajo el nombre de teatro Principal de Lima (hoy Teatro Segura). Debido a los avances de la legislación y la nueva sociedad del público según la entonces publicación La Revista Social, en 1898 se promulga nuevos artículos que considera como medio de entretenimiento para todos los espectadores.
Entre 1829 y 1905 se produjeron más de 400 creaciones de varios autores. De las cuales, se escribieron alrededor de veinticinco obras durante los años 1883 y 1889. Un ejemplo de ellos, fue la creación nacional de la opera La fronda de Carlos Enrique Pasta. Además, más de cuarenta compañías de teatro visitaron Lima hasta el siglo XX. En simultáneo, Arequipa fundó su primer recinto en 1893, el Teatro Fénix, cuyas funciones las realizaron la Compañía Dramática Española.

### SigloXX
En 1905 se liberó el Diccionario teatral del Perú de Manuel Moncloa y Covarrubias, considerado como una de las fuentes completas en describir los avances de la escena en el país desde la etapa virreinal.

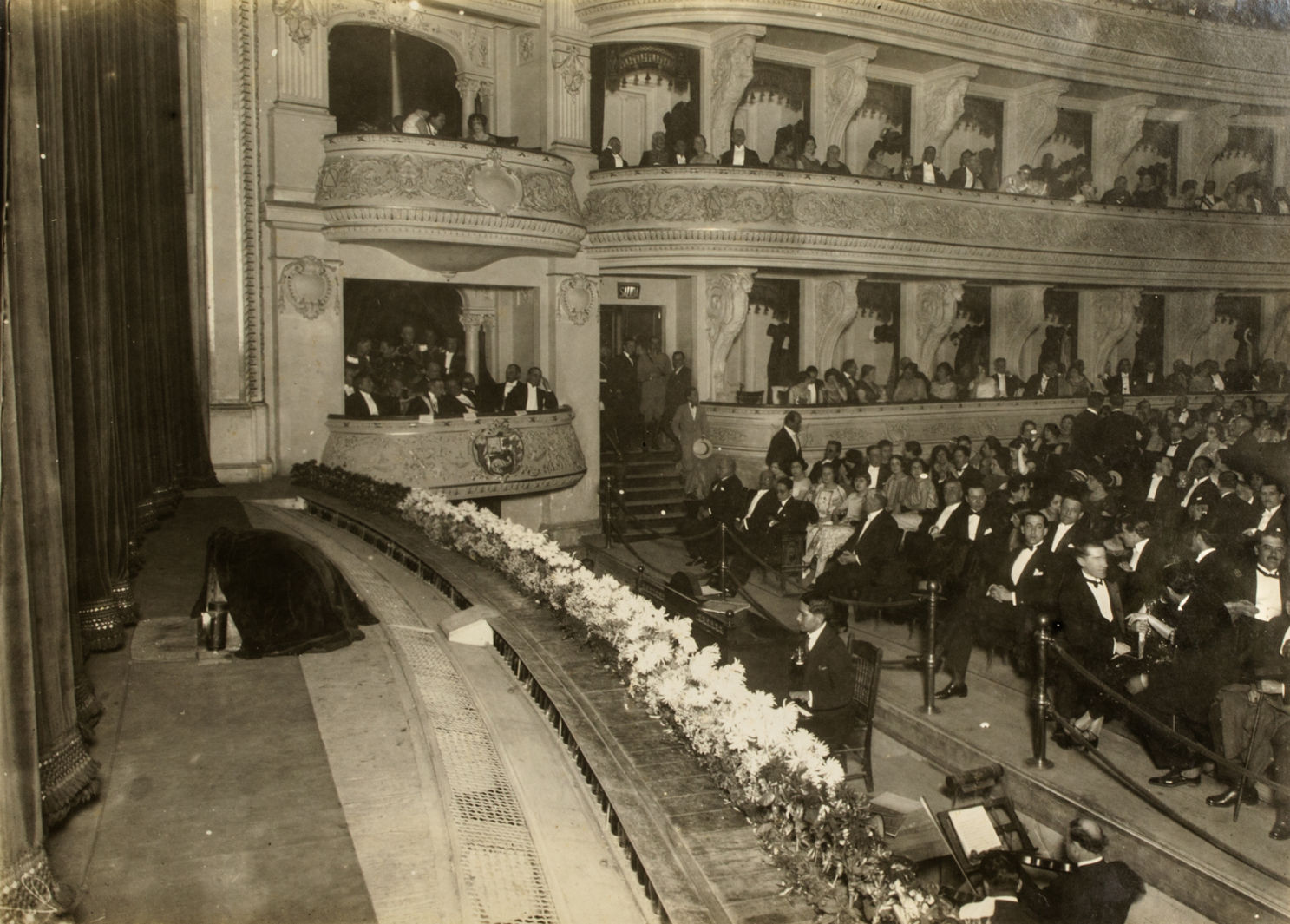
Interior del teatro municipal de Lima en 1924.

En 1911 se incendia Politeama, lo que deja inoperativa para mostrar escenificaciones; no obstante, ese año se inauguró el Teatro Colón que permaneció casi un siglo operativo. En 1915 en la zona que ocupó el teatro Olimpo, que fue incendiado, se construyó la instalación Forero bajo la dirección del ingeniero Alfredo Viale. Se inauguró el 28 de julio de 1920 y fue el antecedente del Teatro Municipal de Lima. Sin embargo, el título de «municipal» fue adoptado por el entonces Teatro Principal. Un año después, en 1921, se construyó el Teatro Excélsior que posteriormente se renombró a Británico tras la compra de la Asociación Cultural Peruano Británica.
En los primeros años del XX, se vitalizaron obras desarrolladas por varios autores como Juan Rivera Saavedra,  Juan Gonzalo Rose, Julio Ortega, entre otros; así como invitados internacionales como Santiago Ontañón. Además, que se consolida la compañía teatral infantil Baronti, una de las primeras en recurrir a los más jóvenes desde su creación en 1902. Se fundaron varias escuelas y compañías en Arequipa, Cuzco, Piura, Trujillo, entre otros. Solario Swayner y Sebastián Salazar Bondy realizaron experimentaciones con las creaciones más recientes. Sin embargo, del fallecimiento de este último en 1956, la dinámica se ralentizó. Por su parte Ventura García Calderón fue quien aportó la modernidad de la dramaturgia con su obra Holofernes en 1931.
Entre 1932 y 1935, la Compañía Nacional Carlos Revolledo representó 278 obras en el Teatro Campoamor, que tuvieron un gran impacto mediático. De estas, 129 corresponden a adaptaciones de autores extranjeros (el 47 %) y 149 a autores y temas nacionales (el 53 %).

#### Época dorada del Teatro Peruano
En simultáneo se desarrollaron alternativas al teatro para la radio nacional, entre ellas, al radioteatro. En 1945, gracias a la intervención del ministro de educación Jorge Basadre, se estableció por ley 13107 el Fomento del Teatro Nacional, bajo un sistema de financiamiento a nuevas obras. Este se complementó con resoluciones supremas 3716 y 3717. Este sería gestionado por el entonces Consejo Nacional de Teatro por el historiador Luis E. Valcárcel, que sería el antecesor del Instituto Nacional de Cultura. En 1946 se crea el Premio Nacional del Teatro, en que el primer ganador fue Percy Gibson Parra; a la vez que se establece la actual Escuela Nacional Superior de Arte Dramático, que posteriormente editó el Diccionario de 1905 más de un siglo después. Además nacen la Compañía Nacional de Comedias y el Teatro del Pueblo, organizaciones pilares en el teatro moderno.
Además en 1938 surgió la fundación de la Asociación de Artistas Aficionados (AAA) por parte de Alejandro Miró Quesada Garland y compañía, y que buscó promover el teatro y la danza. En 1953 Reynaldo D'Amore funda el Club de Teatro de Lima, el más antiguo del país y formador de talentos para finales de siglo como Yvonne Frayssinet, Carlos Alcántara, Sergio Galliani, Tatiana Astengo, Giovanni Ciccia, entre otros.
En 1942 se inaugura el cine teatro Colina, en Miraflores, en que se realizaron obras teatrales como Nora de Hortensia Luna de la Puente.
Estos avances denotaron una época dorada a mitad de siglo, en que resalta la participación de los primeros actores que contribuyeron en el teatro contemporáneo, Luis Álvarez y Ricardo Roca Rey. En el género dramático, destacan trabajos como El rabdomante de Sebastián Salazar Bondy y Atusparia de Julio Ramón Ribeyro. Otro dramaturgo, Enrique Solari Swayne, publicó Collacocha, cuya ambientación fue una mina.  En simultáneo, apareció el denominado «teatro negro» con la obra Espantapájaros de Victoria Santa Cruz; Victoria fue directora de la compañía de teatro Cumanana que fundó su hermano Nicomedes.

#### Teatro indígena y de grupos

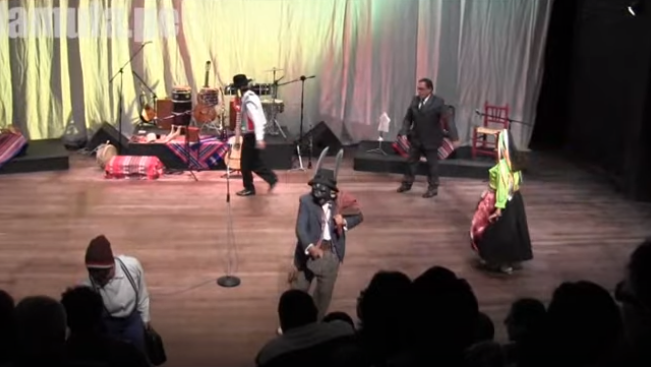
Los cómicos ambulantes en 2012, una de las obras del grupo Yuyachkani que entró en vigencia décadas después.

Con los cambios sociales hacia zonas más rurales, se marca una tendencia política en las nuevas composiciones «de y para el pueblo». Irónicamente, los compositores indígenas se ausentaron brevemente y que la Latin American Research Review denunció la pobreza en la producción literaria. Pese a ello, Sebastián Salazar siguió con la redacción de obras como El Rabdomante.
Jorge Acuña Paredes sería uno de los pioneros en los años 1960 en la Plaza San Martín en Lima. Además, surge el teatro grupal, inspirado en representantes de la literatura como José María Arguedas y César Vallejo; en el caso de Arguedas se llevaron parte de sus obras en escenificaciones de danza a modo de homenaje, destacando a La agonía de Rasu Ñiti. Es ahí que surge el colectivo Yuyachkani, conocida por su obra Los músicos ambulantes, en que se interesó en la escena teatral de mediados de los años 1980 frente al centralismo limeño en cuando a producciones artísticas. Adicionalmente, autores literarios como Mario Vargas Llosa aportaron la escena; destaca a La Chunga, producida en las tablas en el año 1985 bajo la dirección de Luis Peirano.
En 1971 se funda el Teatro Nacional Popular, una idea del gobierno populista para fomentar el arte con Alonso Alegría de presidente. En 1978 se realizó el Taller Latinoamericano de Teatro de Grupos en Ayacucho. En 1985 se forma el Movimiento de Teatro Independiente, que cinco años después se consolida con el Congreso Nacional de Organización del Movimiento Teatral Peruano, conformado por doscientos grupos a nivel nacional.

#### Muestra de Teatro Peruano
Desde 1974 se realiza las asamblea sobre Muestra de Teatro Peruano por iniciativa de la dramaturga Sara Joffré, que se realiza encuentros con grupos de varios departamentos del país. En sus primeros años, hasta 1979, se realizaron exclusivamente en Lima. Posteriormente se descentralizaron a otras ciudades como Cajamarca (1979 y 1990), Iquitos (1980), Cerro de Pasco (1981), Tacna (1982), Cusco (1985 y 1992), Yurimaguas (1994) y Chiclayo (2019).

#### Últimos años y teatro contemporáneo
Para las últimas décadas, las artes regionales estuvieron delegados en segundo plano, lo que conllevó a la corriente del tercer teatro, una muestra de la contracultura de la época. A pesar de ello, se destacó a Juan Ríos Rey (1914-1991), quien ganó cinco veces el Premio Nacional de Cultura en la categoría de teatro principalmente por su obra Los desesperados. Mientras tanto, nuevos dramaturgos son conocidos por la generación de los ochenta y resaltan a Alfonso Santistevan y Eduardo Adrianzén y posteriormente José Enrique Mavila, agregando a directores de origen extranjero como Osvaldo Cattone y Aldo Miyashiro. En los años 1970 surge en el distrito de Miraflores el teatro ligero, o café-teatro, en los primeros locales como La Gata Caliente; cuyos trabajos se destacaron en con los programas humorísticos de televisión.  En 1993 se inaugura nueva nueva instalación importante, el Teatro Peruano Japonés. Por otro lado, surgen otros tipos de esparcimiento más esporádicos con la formada asociación Patacláun, conocido por su humor cláun; y los más espontáneos cómicos ambulantes.
En los años 1990 se lanza, una base de datos sobre dramaturgos y sus estrenos.

### SigloXXI

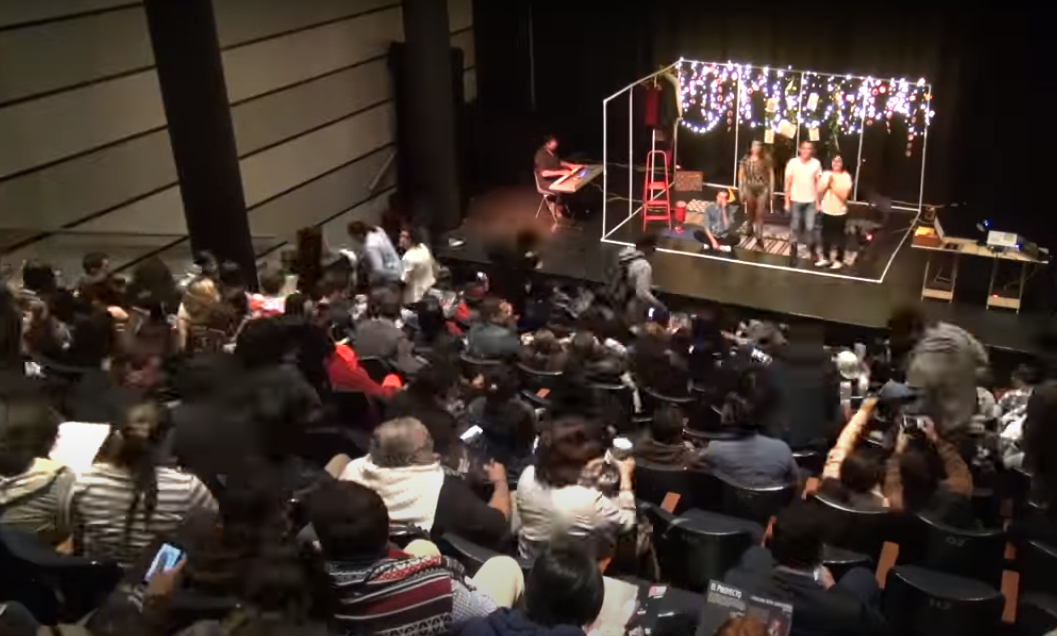
Una sesión de teatro desde el Centro Cultural Ricardo Palma en 2016.

El teatro se ha diversificado por parte de movimientos independientes, incluido los cómicos ambulantes. Así mismo se realizan escenarios universitarios al formarse la Coordinadora Nacional de Teatro Universitario Peruano, algunos egresados de la Escuela Nacional Superior de Arte Dramático y la surgida Facultad de Artes Escénicas de la PUCP. También se forman semilleros desde los talleres de Roberto Ángeles y Alberto Ísola, como también el Concurso Nacional de Dramaturgia, impulsado por el ahora Ministerio de Cultura. Ese ese siglo se inauguran varios recintos: en 2003 se presenta el Teatro La Plaza, en 2008 el Teatro Auditorio Mario Vargas Llosa, en 2011 el Gran Teatro Nacional y en 2015 el Teatro de Plaza Norte. Además que condicionaron otros recintos en el auditorio Santa Úrsula (Colegio Santa Úrsula), el Centro Cultural y el teatro NOS (Pontificia Universidad Católica de Perú), entre otros nombres en Lima.
Extraoficialmente se estableció el portal Dramaturgos del Perú desde 1994, una base de datos para conocer las actividades, con 12 mil visitas anuales de todo el mundo. Además desde 2012, opera el Programa de Formación de Públicos del Gran Teatro Nacional para fomentar el gusto por los escenarios desde la infancia. A inicio de la década de 2010 se crea la plataforma Infoartes para facilitar el ingreso de obras teatrales. Para mediados de esa década, surge los formatos compactos llamados «microteatros» de origen español, que posteriormente se replanteó bajo la plataforma de contenido breve 15 minutos, instalado en un hostal de Miraflores. En 2017 se forma la Red Nacional de Teatros del Perú. En 2022 se lanza la iniciativa Nodos Culturales de Lima, ganadora de la iniciativa del Ministerio de Cultura.
El director del Instituto Nacional de Cultura, Luis Repetto, implementó una medida para garantizar la calidad de las obras teatrales y su valor cultural a través del establecimiento de una comisión evaluadora. Creada el 18 de julio de 1999, dicha comisión se encargaba de evaluar las obras y determinar su idoneidad para ser amparadas por el Instituto Nacional de Cultura. Las obras que cumplían con los estándares establecidos podían optar a exenciones impositivas. Esta medida se amplió en 2007 para incluir cualquier evento no deportivo para fomentar talentos de otros artistas.
En 2002 se lanza Teatro desde el teatro, un programa de televisión de América Televisión que emitió una serie de obras al público general. Fue el primer programa del siglo en difundir obras comerciales. En contraste con TV Perú —tras conseguir experiencia en las producciones escénicas en 1971 con el apoyo de Alonso Alegría— al competir con La memoria del teatro. No obstante, relanzó en 2015 Tercera llamada y nuevamente en 2021 Zona teatro desde el Gran Teatro Nacional. Este último facilitó la difusión de artistas nacionales tanto en televisión como en plataformas virtuales cuyos gastos son cubiertos por el Ministerio de Cultura. En 2020, Movistar Plus hizo lo suyo con su temporada especial Resiste teatro, con 16 obras de casi una hora cada una.  En 2022, el Ministerio de Cultura financió La Gata Techera, su primera apuesta en obras escenificadas en formato pódcast (audioserie).
A pesar de su diversidad en las nuevas producciones en la segunda década del nuevo milenio, son realizadas en temporadas de menos de un mes. Hay varios motivos: Una de ellas es la carencia de un atractivo comercial, en parte por una falta de visibilización de nuevos artistas, limitado solo por actores conocidos en la televisión. Otro motivo es la percepción del arte escénico como un tema folclórico. Existen excepciones como Los Productores, compañía inaugurada en 2012 cuyo centro de operaciones es el entonces inaugurado Plaza Norte, y que en sus primeros diez años convocaron a tres millones de espectadores. En 2014 se muestra más obras bajo temporadas de mayor duración, en que surgió un nuevo auge en su historia.
En ese siglo formaron varios festivales para promover talentos emergentes. En 2002 se inaugura Saliendo de la Caja por la PUCP. En 2013 se forma el Festival Sala de Parto del Teatro La Plaza, en que los ganadores recibieron asesoramiento y distribución de sus producciones. En 2016 se instala el Festival Internacional Temporada Alta, el tercero en Sudamérica, fruto del convenio con la embajada de Francia en el país y la Alianza Francesa.

### Alex Otiniano y el teatro popular
Durante la primera década del siglo XXI, el productor teatral Alex Otiniano adquirió popularidad al capitalizar la publicidad de la prensa local para montar obras teatrales dirigidas a su público, las cuales se escenificaron en el distrito de Miraflores y contaron con el apoyo de su hermana Maricela. La obra más famosa fue Baño de mujeres, concebida en el país en 1996 y adaptada al cine en 2002. Entre su reestreno en 2001 y 2006, se realizaron 2500 funciones de esta comedia dramática solo en Lima, con un elenco rotativo que incluía a Mónica Cabrejos, Karen Dejo y Andrea Montenegro en el papel de Cloe.
Si bien se trataba de una versión local de la obra de teatro Baño de damas del dramaturgo venezolano Rodolfo Santana, el espectáculo generó controversia por la inclusión de actores no calificados y su falta de sustento artístico. La periodista Maritza Espinoza, en su columna de La República, criticó la ausencia de talento actoral en el reparto, el cual se componía principalmente de personalidades televisivas luego de que el espectáculo atrajera la atención de los reporteros sensacionalistas del programa de prensa rosa Magaly TeVe. La veterana actriz Yvonne Frayssinet, en cambio, se negó a criticar el rol actoral al expresar que todos «tienen derecho a [darse] una oportunidad». En una entrevista concedida a CPN en 2006, Otiniano admitió que «no existe cultura teatral, porque cuando él realizó obras clásicas con un elenco de primera línea, nadie acudió a las salas».
El Instituto Nacional de Cultura, liderada por Cecilia Bákula, anunció en 2007 la descalificación de «espectáculo cultural» a la mencionada adaptación por incumplimientos de los criterios de la Junta Calificadora de Espectáculos de la institución, como la distorsión del autor a la cultura nacional. Esta descalificación representó la segunda vez que el INC rechazaba una obra de Otiniano desde 1999. Luego del aviso, el producto continuó realizando obras menores y se retiró posteriormente. Alex Otiniano falleció en enero de 2016.

## Distribución de los teatros
En 2001 el 60 % de las actividades de teatros se encuentra en Lima. Para 2016 el Ministerio de Cultura indica también que alrededor del 60 % de todos los recintos oficiales en territorio nacional se ubican dentro de la capital. Según Mapcity en 2015 comparte similares cifras, existen 67 salas de teatro en el departamento de Lima, mientras que Puno y Arequipa cuentan con seis y cinco respectivamente. Cinco distritos del departamento limeño ocupan la mayor cantidad de salas, entre ellos:
| Distrito de Lima         | Salas de teatro | Destacan |
| ------------------------ | --------------- | --- |
| Miraflores               | 18              | Teatro Auditorio Miraflores, Teatro Canout, Sala Teatro de la Alianza Francesa de Lima, Teatro Británico y Auditorio ICPNA               |
| Centro histórico de Lima | 7               | Teatro Municipal de Lima, Teatro Segura, Auditorio Centro Cultural de España, Centro Cultural Teatro de Cámara y Teatro Luigi Pirandello |
| Barranco                 | 7               | Teatro Mocha Graña |
| Jesús María              | 6               | Teatro Antonio Banderas del Centro Español del Perú, Teatro Peruano Japonés, y Teatro Ricardo Blume                                      |
| San Isidro               | 5               | Auditorio del Centro Cultural CAFAE-SE José María Arguedas, Teatro Centro Cultural de la PUCP y Teatro El Olivar                         |

Existen retos en descentralizar las escenificaciones. En 2000, la dirección del Centro de Artes Escénicas de la Municipalidad de Lima tenía interesado llevar eventos de teatro y danza a las periferias de la metrópoli. Algunas ciudades como Trujillo y Arequipa desarrollan en movimientos colectivos locales, para así conseguir la formación de actores y su conexión con la población. En el caso de Arequipa. se conservó hasta 1980 la publicación de Teatro, el más antiguo en publicación. En 2017 se inaugura el teatro Víctor Raúl Lozano Ibáñez, un importante recinto fuera de la capital para fomentar talentos del norte del país.

## Modalidades relacionadas

### Circo
Con el surgimiento del teatro en grupo, se forman compañías que ofrecen espectáculos más sociales e identitarios para todo el país, en lugar de obras de autor. Estas se realizan en escenarios más accesibles para el público, al carecer de un recinto formal. Entre ellos, destacan las obras circenses de La Tarumba, Circoloop, American Circus y la compañía de César Aedo, entre otros.
El primer circo tradicional del país fue instalado por la compañía italiana Unión en 1800. En los años 1950, los circos eran populares por sus actos con animales. En 2024, el Ministerio de Cultura declaró a este tipo de circo como patrimonio cultural inmaterial.

### Teatro de títeres
El teatro de títeres se inicia en 1693 en Lima cuando trajo Leonor de Goromar. Más adelante Guillermo Ugarte Chamorro y Ernesto Gassols fueron los promotores del teatro de títeres en 1935 a cargo de Precocidad y la Compañía Peruana Infantil respectivamente.

## Premios
- Premios Nacionales de Teatro. Reconocimiento iniciado en 1946, quien se encontraron Juan Ríos, Percy Gibson Parra, entre otros.[6][43]
- Premios CIRCE. Realizado por el Círculo de Cronistas del Espectáculo en los años 1980.[174] Este se extiende a las actuaciones de televisión y radio.[175]
- Premios Luces. Se basa en el suplemento Luces del nacional El Comercio, uno de los diarios encargados de cubrir eventos desde los años 1990.[176]
- Evento El Oficio Crítico, realizado anualmente entre 2010 y 2015 por el portal especializado del mismo nombre.[177][178]
- Concurso Nacional Nueva Dramaturgia Peruana. Establecido por Resolución Ministerial en 2013 y realizado entre 2014 y 2017 por el Ministerio de Cultura en convenio con el Banco de la Nación.[179][180]
- Premios Aibal a las Artes Escénicas de Lima, reconocimiento por la Asociación Iberoamericana de Artes y Letras entre 2015 y 2017.[181][182][183]